# 후아이쾅

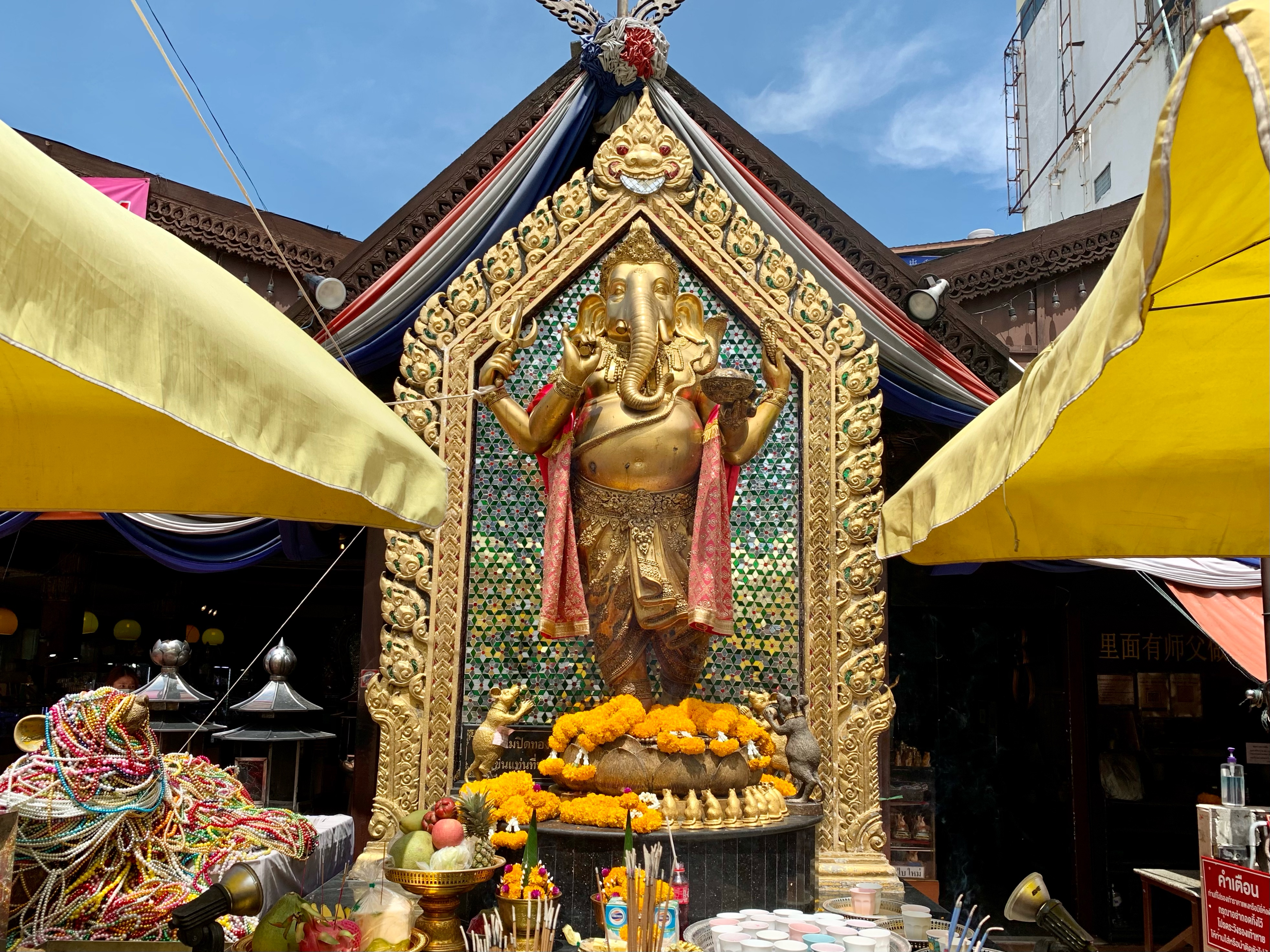

후아이쾅은 방콕의 행정 구역이다. 이 지역의 총 인구 수는 2017년 기준으로 81515명이다. 인구 밀도는 5,422.40km2이다.

## 행정 구역
1. Huai Khwang ห้วยขวาง
2. Bang Kapi บางกะปิ
3. Sam Sen Nok สามเสนนอก